# الجنود البيض الثلاثة

ثلاثة جنود بيض (Three white soldiers) هو نمط الرسم البياني بالشموع في الأسواق المالية. تتكشف عبر ثلاث جلسات تداول وتمثل انعكاسًا قويًا للسعر من سوق هابطة إلى سوق صاعد. يتكون النموذج من ثلاث شموع طويلة تتجه صعودًا مثل الدرج؛ يجب أن يفتح كل منهما فوق فتح اليوم السابق، من الناحية المثالية في النطاق السعري المتوسط لذلك اليوم السابق. يجب أن تغلق كل شمعة بشكل تدريجي صعوديًا لتكوين قمة جديدة على المدى القريب.
يساعد الجنود البيض الثلاثة في تأكيد انتهاء سوق هابطة وتحول معنويات السوق إلى إيجابية. في مخطط الشموع اليابانية شرح المحلل الفني غريغوري إل موريس يقول: «هذا النوع من حركة السعر صعودي للغاية ولا ينبغي تجاهله أبدًا».
نمط الشموع هذا له نموذج معاكس يُعرف باسم الغربان الثلاثة السوداء، والذي يشترك في نفس السمات في الاتجاه المعاكس.

## روابط خارجية
- مخططات الأسهم - مسرد
- Investopedia - قاموس